# Iwo (miasto)
Iwo – miasto w południowo-zachodniej Nigerii, w stanie Osun, na północny wschód od Ibadanu, przy linii kolejowej Lagos-Kano. W 2016 roku liczyło 263 500 mieszkańców.
W mieście rozwinął się przemysł spożywczy, drzewny oraz rzemieślniczy.